# Vibeke Gamst
Vibeke Merete Gamst (født 31. juli 1947 i Aarhus) er en dansk jurist og politiker fra Det Konservative Folkeparti, der er rådmand for senior og omsorg i Aalborg Kommune og regionsrådsmedlem i Region Nordjylland. 
Hun overtog rådmandsposten 8. oktober 2024 fordi den tidligere rådmand, Kristoffer Hjort Storm, var blevet valgt til Europa-Parlamentet.
Vibeke Gamst blev student fra Marselisborg Gymnasium i 1966 og cand.jur. fra Aarhus Universitet i 1974.
Umiddelbart efter studierne flyttede hun til Aalborg og blev advokatfuldmægtig. Efter to år skiftede hun dog spor og blev undervisningsassistent ved Aalborg Universitet, hvor hun fra 1977 fik titel af fuldmægtig. Fra 1978 til 2006 var hun vicekontorchef og kulturchef i Nordjyllands Amt og 2007-2009 fritids- og kontorchef i Brønderslev Kommune.
I 2002 blev hun valgt til Aalborg Byråd og i 2010 til regionsrådet i Region Nordjylland. Fra 2010 til 2014 sad hun tillige i Danske Regioners social- og psykiatriudvalg.
Siden 2016 har hun desuden været menighedsrådsmedlem i Budolfi Sogn, ligesom hun også har haft flere bestyrelsesposter.
I august 2024 blev hun ridder af Dannebrog.